# Ferula foetida
Ferula foetida là một loài thực vật có hoa trong họ Hoa tán. Loài này được (Bunge) Regel mô tả khoa học đầu tiên năm 1877.

## Hình ảnh

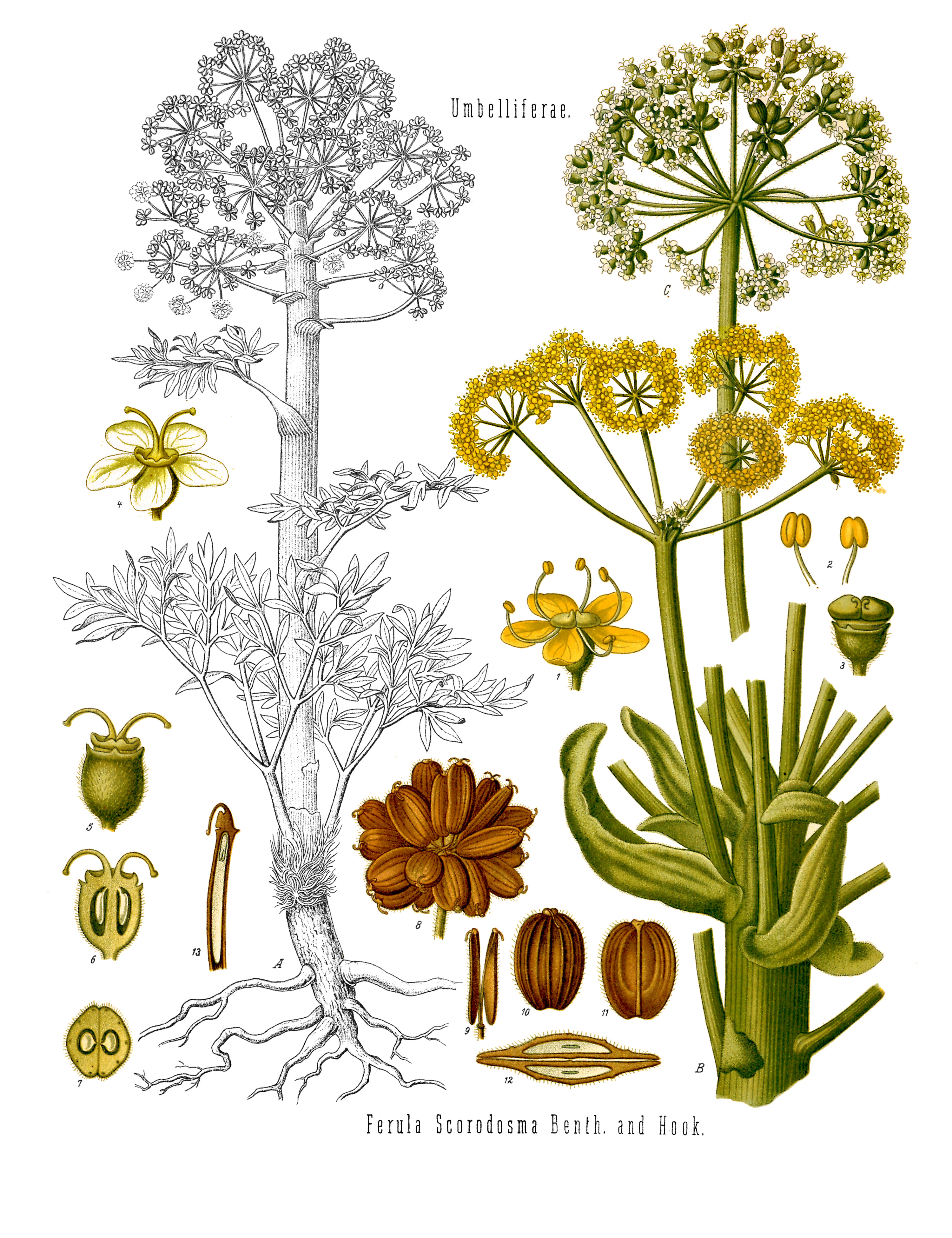
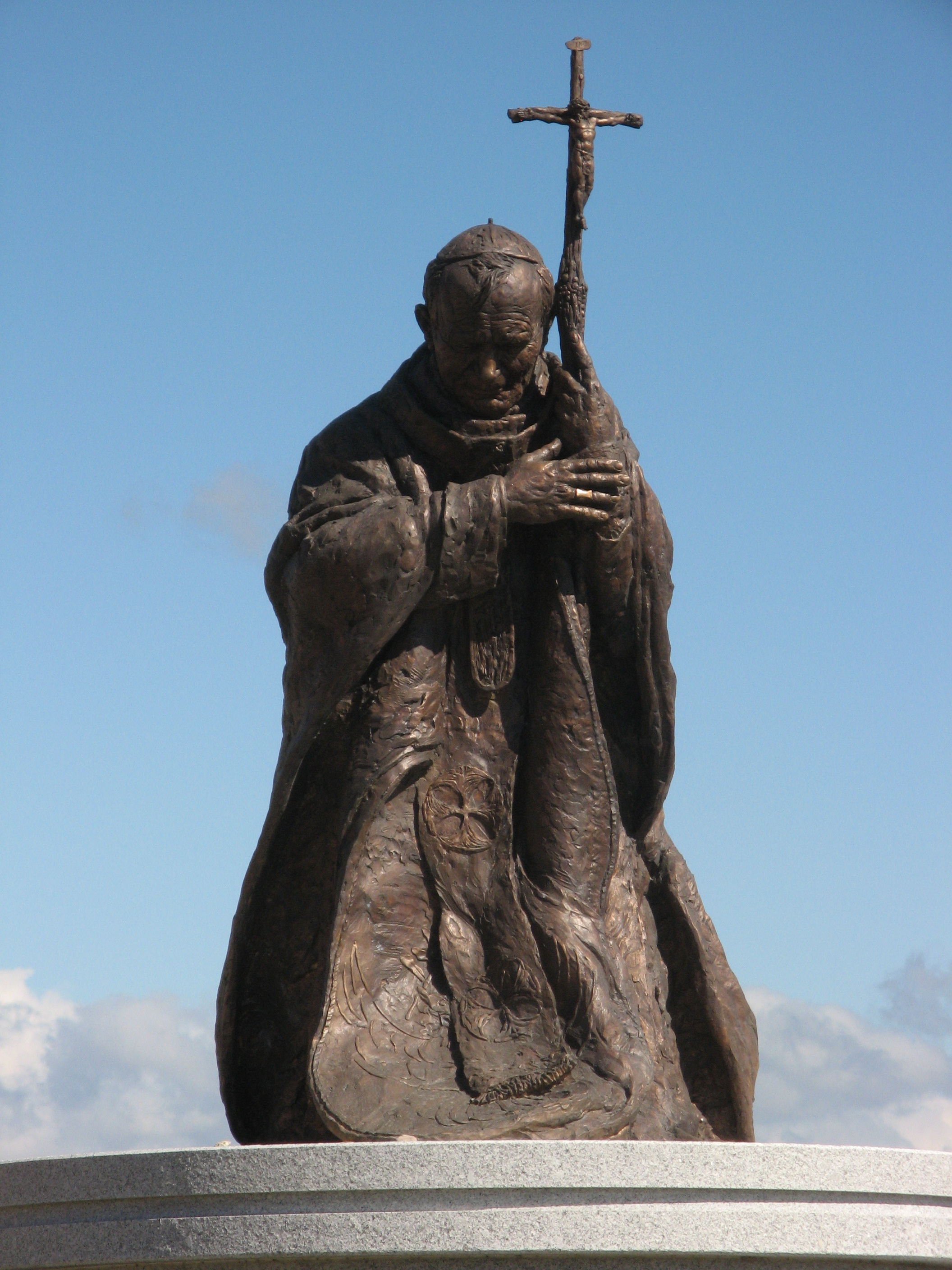
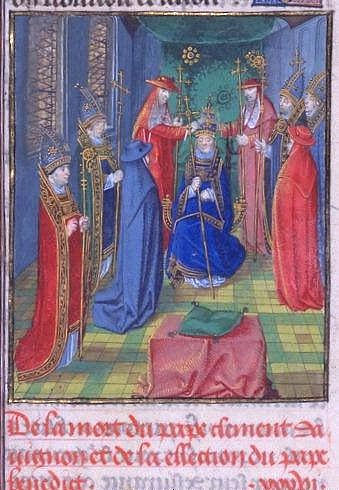
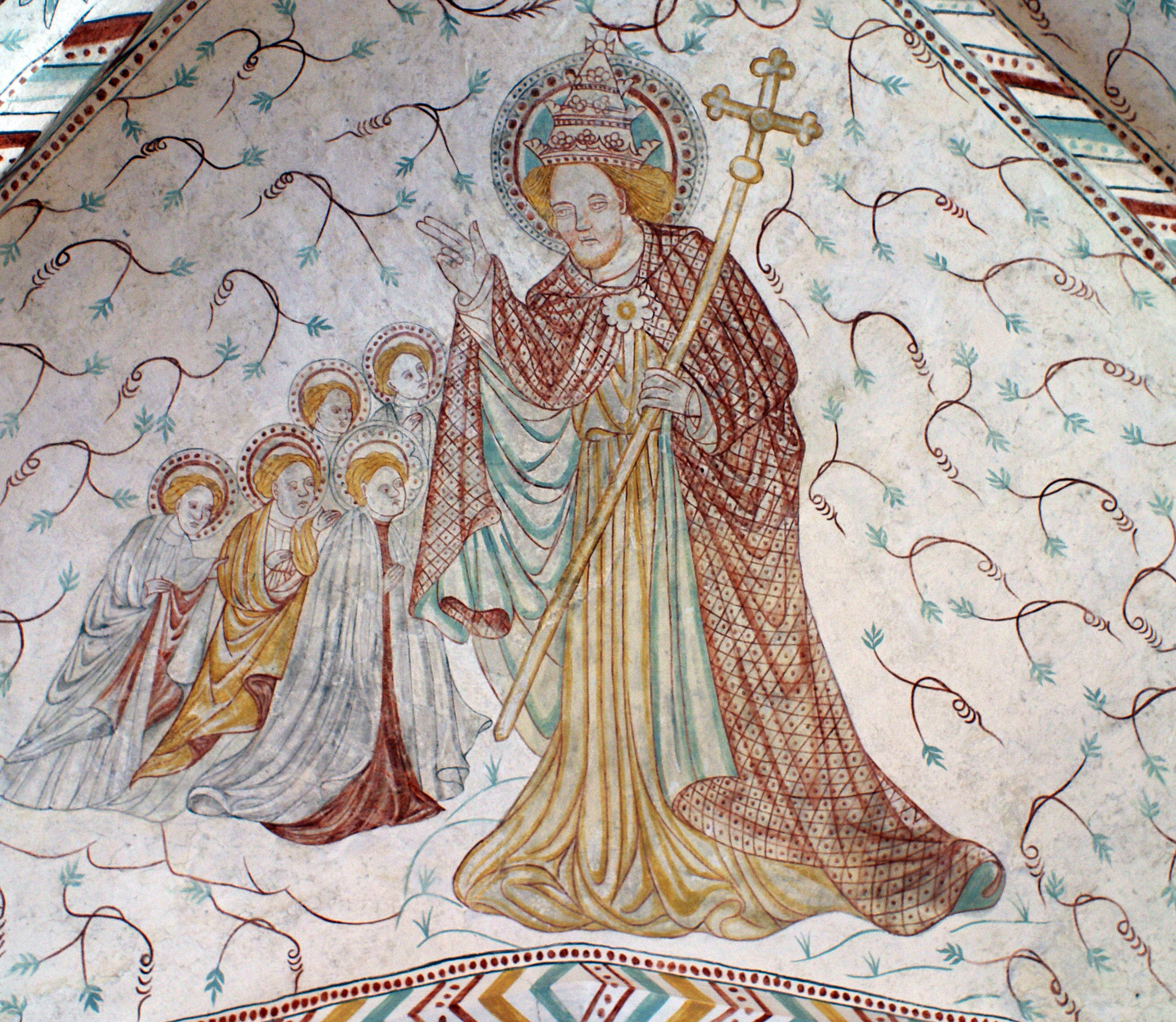